# هيدروفلوميثازيد
هيدروفلوميثازيد (بالإنجليزية: Hydroflumethiazide)‏ هو دواء يُستعمل في علاج:
- متلازمة كلوية[8]
- استسقاء عام[8]
- فشل القلب الاحتقاني[8]
- ارتفاع ضغط الدم (منذ 21 يوليو 1959)[9]

## دوره
يلعب هذا الدواء دورًا في علاج الأمراض كونه:
- خافضات ضغط الدم
- مدر البول